# Marc-Aurel-Marsch
Der Marc-Aurel-Marsch ist die größte jährliche Marsch- und Laufveranstaltung des Österreichischen Bundesheeres.

## Geschichte

### Vorgänger
Der US-Präsident John F. Kennedy griff 1963 einen aus dem Jahr 1908 stammenden Befehl von Theodore Roosevelt auf, wonach jeder Offizier der Marineinfanterie innerhalb von 20 Stunden eine Wegstrecke von 50 Meilen oder 80 Kilometer zurücklegen können müsse. Auf seine Anweisung hin wurde unter dem Kommandanten der US-Marineinfanterie, General David M. Shoup, ein solcher Marsch mit 20 Offizieren testweise wieder durchgeführt und verlief zufriedenstellend. Nachdem sich auch sein Bruder Robert F. Kennedy an einem solchen Marsch beteiligt und die Medien intensiv darüber berichtet hatten, fanden immer mehr solcher Märsche in den Vereinigten Staaten statt.

### John F. Kennedy-Gedenkmarsch
Der erste dieser Leistungsmärsche des österreichischen Bundesheeres wurde zum Gedenken an den ermordeten US-Präsidenten am 19. November 1965 in der Tegetthoff-Kaserne in der Wiener Kuchelau gestartet. Die Strecke führte 80 Kilometer weit über die Strecke Wien – Tulln an der Donau – Grafenwörth nach Krems-Mautern in die dortige Raab-Kaserne.
Der nächste Distanzmarsch  Wien – Krems – Mautern, wie dieser Marsch auch genannt wurde, wurde im Jahr 1966 vom österreichischen Bundesheer bereits offiziell ausgeschrieben.
Der letzte dieser Märsche fand zunächst im Jahr 1974 statt, zwischen April 1979 und 1988 wurden sie jedoch wieder vom HSV Wien organisiert.

### Marc-Aurel-Marsch
Als Nachfolgeveranstaltung organisierte der Heeressportverein Wien im Jahr 1975 den ersten „Marc-Aurel-Marsch“. Dieser führte über Bruckneudorf – Neusiedl am See – Podersdorf am See – Prellenkirchen – Hainburg an der Donau – Bruck an der Leitha zurück nach Bruckneudorf in die Benedek-Kaserne über eine Strecke von 60 beziehungsweise 100 Kilometer Länge.
Ebenfalls seit 1975 kann der Marc-Aurel-Marsch aber auch als Lauf absolviert werden.
1995 wurde die Marschstrecke auf 40 Kilometer verringert. Seit 2002 besteht die Wahlmöglichkeit, den Marc-Aurel-Marsch als Eintagesmarsch über 40 Kilometer oder als Zweitagesmarsch mit 2 × 40 Kilometer Distanz zurückzulegen.

## Namensgebung
Der Name soll an den römischen Kaiser Mark Aurel erinnern, der während der Markomannenkriege an der oberen Donau im Jahr 180 im damaligen römischen Legionslager Vindobona (heute: Wien) verstorben ist.

## Regeln
Der Marc-Aurel-Marsch steht militärischen Marschgruppen und zivilen Wanderern aller Nationen offen.
- Der Marsch beziehungsweise der Lauf findet entweder als eintägige Veranstaltung über 40 Kilometer oder als zweitägige Veranstaltung über 2 × 40 Kilometer statt.
- Der Gepäckmarsch findet entweder als eintägige Veranstaltung über 40 Kilometer oder als zweitägige Veranstaltung über 2 × 40 Kilometer statt. Er ist als Einzel- oder Gruppenmarsch durchführbar. Das Mindestgewicht des Marschgepäcks beträgt 8 Kilogramm.[1]
- Die Wanderung findet entweder als eintägige Veranstaltung über 22 Kilometer oder als zweitägige Veranstaltung über 2 × 22 Kilometer statt.[2]

## Sportbewerbe
Im Rahmen des Marc-Aurel-Marsches wurden dreimal die Europameisterschaften im 100-Kilometer-Lauf veranstaltet.

## Prominente Teilnehmer
Zwischen 1965 und 2004 nahmen rund 37.000 Personen aus 21 Staaten an der Veranstaltung teil. Unter den Teilnehmern am Marc-Aurel-Marsch befanden sich auch zahlreiche prominente Teilnehmer aus dem In- und Ausland:
- Harald Ofner
- Herbert Scheibner (dieser nahm im Jahr 2006 zum siebenten Mal teil[3])
- Peter Stiedl
- Christian Ségur-Cabanac
- J. Naftzinger (Verteidigungsattaché der USA in Österreich)
- Hans Georg Nippe (Kommandeur des Marineabschnittskommandos West der deutschen Bundesmarine)
- Immo von Schnurbein (Kapitän zur See und Kommandant des deutschen Segelschulschiffes Gorch Fock)

## Weitere Marschveranstaltungen des Heeressportvereins (Auswahl)
- Oberst-Bilgeri-Marsch (Heeressportverein Vorarlberg)
- Trefflinger Marschtage (Heeressportverein Oberösterreich)
- Erzherzog-Johann-Gedächtnismarsch (Heeressportverein Graz)
- Schöcklmarsch (Heeressportverein Treuer Gratkorn)
- Jansa-Gedenkmarsch (Heeressportverein Großmittel)
- Brumowski-Marsch (Heeressportverein Langenlebarn)
- Ostarrichi-Marsch (Heeressportverein Amstetten)
- Neusiedlersee-Marsch (Heeressportverein Eisenstadt)

## Marc-Aurel-Rundwanderweg
Im Jahr 1983 wurde der Marc-Aurel-Rundwanderweg (MARWW 999) mit einer Streckenlänge von rund 110 Kilometer Länge angelegt.